# Shamar Nicholson
Shamar Nicholson (Kingston, 16 maart 1997) is een Jamaicaans voetballer die in het seizoen 2023/24 door Spartak Moskou wordt uitgeleend aan Clermont Foot. Nicholson is een aanvaller.

## Clubcarrière
Nicholson genoot zijn jeugdopleiding bij de Trench Town High School. In 2014 maakte hij bij Boys' Town FC zijn debuut in het profvoetbal. Na drie seizoenen haalde het Sloveense NK Domžale hem naar Europa. In twee seizoenen scoorde Nicholson 20 keer voor de club in 56 wedstrijden – alle competities inbegrepen.
In augustus 2019 maakte Nicholson de overstap naar Sporting Charleroi, waar hij mee het vertrek van Victor Osimhen naar Lille OSC moest helpen opvangen. In zijn eerste twee competitiewedstrijden voor Charleroi, tegen Waasland-Beveren en KRC Genk, scoorde hij meteen. In zijn eerste seizoen klokte hij af op negen competitiegoals, in zijn tweede seizoen scoorde hij negen competitiegoals en scoorde hij ook in de bekerwedstrijd tegen KAA Gent. In zijn derde seizoen zat hij begin december al aan dubbele cijfers qua doelpunten, met dank aan een hattrick tegen Beerschot VA en een tweeklapper tegen Standard Luik. Op de twintigste speeldag scoorde hij tegen KAS Eupen zijn tweede hattrick van het seizoen. Nicholson sloot zijn seizoen 2021/22 bij Charleroi dus af met dertien goals, want in december 2021 ondertekende hij een contract tot 2026 bij Spartak Moskou. De Moskovieten betaalden, afhankelijk van de bron, tussen de negen en tien miljoen euro voor de Jamaicaan.
Op 26 februari 2022 maakte Nicholson zijn officiële debuut voor Spartak Moskou in de stadsderby tegen CSKA Moskou, die Spartak met 0-2 verloor. In zijn tweede officiële wedstrijd, een bekerwedstrijd tegen Koeban Krasnodar, was hij meteen goed voor een hattrick. Vier dagen later opende hij ook zijn doelpuntenrekening in de Premjer-Liga: in de stadsderby tegen Dinamo Moskou (0-2-winst) opende hij in de eerste helft de score. Nicholson sloot zijn eerste halve seizoen in Rusland af met acht goals in zestien wedstrijden. Op 29 mei 2022 won hij met Spartak Moskou de Beker van Rusland na een 2-1-zege tegen stadsgenoot Dinamo Moskou in de finale. Nicholson viel tijdens de finale in de 66e minuut in, maar speelde de wedstrijd uiteindelijk niet uit, want in de tiende minuut van de blessuretijd kreeg hij een rode kaart.
In zijn eerste volledige seizoen bij Spartak Moskou scoorde hij vier keer: drie keer in de competitie en eenmaal in de Beker van Rusland. Op 27 november 2022 was hij een van de zes spelers die in de slotfase van de bekerwedstrijd tussen Zenit Sint-Petersburg en Spartak Moskou. Het leverde hem een schorsing van zes bekerwedstrijden op.
Op 1 september 2023 kondigde de Franse eersteklasser Clermont Foot aan dat Nicholson voor een seizoen op huurbasis overkwam. Zijn eerste doelpunt voor de club scoorde hij op 12 november 2023 in de 1-0-zege tegen FC Lorient.

## Clubstatistieken
| Seizoen         | Club               | Competitie                  | Competitie | Competitie | Beker | Beker | Supercup | Supercup | Continentaal | Continentaal | Totaal | Totaal |
| Seizoen         | Club               | Competitie                  | Wed.       | Dlp.       | Wed.  | Dlp.  | Wed.     | Dlp.     | Wed.         | Dlp.         | Wed.   | Dlp.   |
| --------------- | ------------------ | --------------------------- | ---------- | ---------- | ----- | ----- | -------- | -------- | ------------ | ------------ | ------ | ------ |
| 2014/15         | Boys' Town FC      | Premier League              | 19         | 7          | 0     | 0     | —        | —        |              |              | 19     | 7      |
| 2015/16         | Boys' Town FC      | Premier League              | 24         | 6          | 0     | 0     | —        | —        |              |              | 24     | 6      |
| 2016/17         | Boys' Town FC      | Premier League              | 30         | 15         | 0     | 0     | —        | —        |              |              | 30     | 15     |
| 2017/18         | Boys' Town FC      | Premier League              | 0          | 0          | 0     | 0     | —        | —        |              |              | 0      | 0      |
| 2017/18         | NK Domžale         | 1. slovenska nogometna liga | 15         | 5          | 0     | 0     | —        | —        | 0            | 0            | 15     | 5      |
| 2018/19         | NK Domžale         | 1. slovenska nogometna liga | 29         | 13         | 2     | 0     | —        | —        | 4            | 0            | 35     | 13     |
| 2019/20         | NK Domžale         | 1. slovenska nogometna liga | 3          | 0          | 0     | 0     | —        | —        | 3            | 2            | 6      | 2      |
| 2019/20         | Sporting Charleroi | Eerste klasse A             | 25         | 9          | 3     | 0     | —        | —        | —            | —            | 28     | 9      |
| 2020/21         | Sporting Charleroi | Eerste klasse A             | 33         | 9          | 2     | 1     | —        | —        | 2            | 0            | 37     | 10     |
| 2021/22         | Sporting Charleroi | Eerste klasse A             | 18         | 13         | 0     | 0     | —        | —        | —            | —            | 18     | 13     |
| 2021/22         | Spartak Moskou     | Premjer-Liga                | 12         | 5          | 4     | 3     | —        | —        | [ 10 ]       | [ 10 ]       | 16     | 8      |
| 2022/23         | Spartak Moskou     | Premjer-Liga                | 22         | 3          | 4     | 1     | 1        | 0        | [ 11 ]       | [ 11 ]       | 27     | 4      |
| 2023/24         | → Clermont Foot    | Ligue 1                     | 14         | 3          | 2     | 0     | —        | —        | —            | —            | 16     | 3      |
| Carrière totaal | Carrière totaal    | Carrière totaal             | 244        | 88         | 17    | 5     | 1        | 0        | 9            | 2            | 271    | 95     |

Bijgewerkt op 27 januari 2024.

## Interlandcarrière
Nicholson maakte op 4 februari 2017 zijn debuut voor Jamaica in een vriendschappelijke interland tegen de Verenigde Staten. Hij nam met zijn land deel aan de Caribbean Cup 2017, de Gold Cup 2017, de Gold Cup 2019, de Gold Cup 2021 en de Gold Cup 2023.

## Erelijst
| Beker van Rusland | 1x | 2021/22 |